# جیز
جیز یک روستا در ایران است که در دهستان یونسی واقع شده‌است.